# Tastungen
Tastungen är en kommun och ort i Landkreis Eichsfeld i förbundslandet Thüringen i Tyskland.
Kommunen ingår i förvaltningsområdet Lindenberg/Eichsfeld tillsammans med kommunerna Berlingerode, Brehme, Ecklingerode, Ferna, Wehnde och Teistungen.